# Acacia torulosa
Acacia torulosa é uma espécie de leguminosa do gênero Acacia, pertencente à família Fabaceae.